# XING
XING — бизнес-ориентированная социальная сеть для поиска и администрации деловых и личных контактов.

## Компания
Особой популярностью XING пользуется в немецкоговорящих странах: по состоянию на март 2011 года из 10,8 млн пользователей платформы 4,7 млн приходилось на страны немецкого языка, так называемого DACH-региона (в который входит Германия, Австрия и Швейцария).
| Год  | Оборот в млн. евро (€) | Сотрудники |
| ---- | ---------------------- | ---------- |
| 2009 | 45,1                   | 265        |
| 2010 | 54,3                   | 306        |
| 2011 | 66,2                   | 456        |
| 2012 | 73,3                   | 513        |

XING конкурирует с американской платформой LinkedIn и Viadeo.

## История
- XING был основан в августе 2003 году Ларсом Хинриксом. На тот момент платформа именовалась OpenBC (Open Business Club).
- Официальный запуск платформы состоялся 1 ноября 2003 года[4].
- В ноябре 2006 года OpenBC был переименован в XING.
- 7 декабря 2006 года XING впервые выставил свои акции на бирже (IPO)[5].
- В марте 2007 года XING купил испанскую социальную бизнес-сеть eConozco[6].
- В июне 2007 года XING приобрёл другую испанскую профессиональную бизнес-сеть Neurona[7].
- В январе 2008 года XING поглотил турецкую социальную сеть Cember[8].
- В ноябре 2009 года немецкая медиагруппа Hubert Burda Media приобрела 25,1 % акций XING и стала основным акционером[9].

## Особенности
XING поддерживает многоязычный интерфейс пользователя. К настоящему времени в него включены следующие языки: немецкий, английский, испанский, французский, итальянский.
Платформа обладает широкой функциональностью: личный профиль, профиль компании, размещение и поиск вакансий, средства для организации и управления мероприятий, встроенная система продажи билетов, группы и форумы для дискуссий и др. Для защиты данных на платформе используется HTTPS.
Регистрация и пользование базовым членством бесплатны, но некоторые расширенные функции доступны только после приобретения премиального (привилегированного) членства, плата за которое составляет около 5 евро в месяц (Май 2011).
Для рекрутеров имеется специальное членство с дополнительными возможностями поиска и фильтрации результатов.
В XING есть специальная программа «XING-Амбассадор», суть которой заключается в том, что в отдельных городах и регионах по всему миру назначаются официальные представители фирмы — амбассадоры. Амбассадоры при информационной поддержке XING организуют регулярные официальные встречи участников сети для знакомства, развития деловых связей и обмена идеями. Главное условие получения статуса амбассадора — создание и модерация официальной региональной (или городской) группы на XING.